# Ngã sáu Phù Đổng
Ngã sáu Phù Đổng (còn gọi là Ngã sáu Phù Đổng Thiên Vương hoặc Ngã sáu Sài Gòn) là một bùng binh ở Quận 1, Thành phố Hồ Chí Minh, Việt Nam. Đây là giao điểm của sáu con đường, có lưu lượng xe cộ qua lại đông đúc. Ở giữa có một bức tượng Thánh Gióng được dựng vào năm 1966. 

## Thiết kế

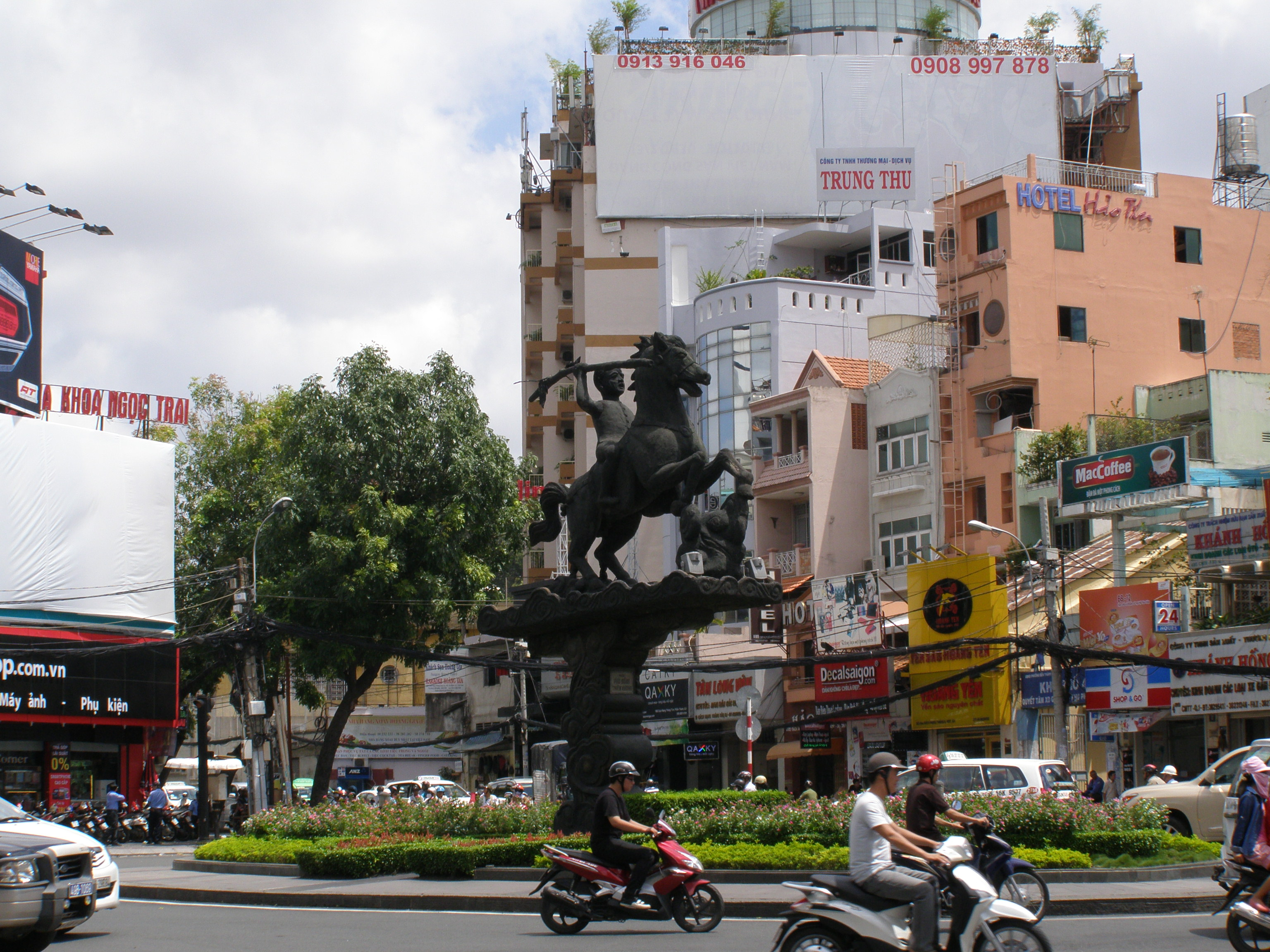
Tượng Thánh Gióng

Ngã sáu Phù Đổng là giao điểm của sáu con đường gồm Cách Mạng Tháng Tám, Lý Tự Trọng, Phạm Hồng Thái, Nguyễn Thị Nghĩa, Nguyễn Trãi và Lê Thị Riêng, nằm trọn trong địa phận phường Bến Thành, Quận 1. Phần lõi (đảo giao thông) có hình ê líp, đặt tượng nhân vật huyền thoại Thánh Gióng (tức Phù Đổng Thiên Vương) đang cưỡi ngựa, tay nắm thân tre. Tượng được dựng lên năm 1966 bởi Binh chủng Thiết giáp Việt Nam Cộng hòa do họ xem Thánh Gióng là "thánh tổ" của lực lượng. Tượng đặc biệt ở chỗ vẫn thể hiện Thánh Gióng là một trẻ em chứ không phải là một người đã lớn "nhanh như thổi" như truyền thuyết.

## Giao thông
Ngã sáu Phù Đổng là nơi có lưu lượng xe cộ qua lại đông đúc. Theo quy hoạch mạng lưới đường sắt đô thị Thành phố Hồ Chí Minh, tuyến Bến Thành – Tham Lương sẽ đi ngầm dưới Ngã sáu Phù Đổng qua hai con đường Cách Mạng Tháng Tám và Phạm Hồng Thái.